# Adlán Varáyev
Adlán Abúyevich Varáyev –en ruso, Адлан Абуевич Вараев– (Sadóvoye, 2 de enero de 1962) es un deportista soviético de origen checheno que compitió en lucha libre.
Participó en los Juegos Olímpicos de Seúl 1988, obteniendo la medalla de plata en la categoría de 74 kg. Ganó dos medallas en el Campeonato Mundial de Lucha, oro en 1987 y plata en 1986, y tres medallas de oro en el Campeonato Europeo de Lucha entre los años 1986 y 1988.

## Palmarés internacional
| Juegos Olímpicos   | Juegos Olímpicos           | Juegos Olímpicos | Juegos Olímpicos |
| Año                | Lugar                      | Medalla          | Categoría        |
| ------------------ | -------------------------- | ---------------- | ---------------- |
| 1988               | Seúl (Corea del Sur)       | Medalla de plata | 74 kg            |
| Campeonato Mundial |                            |                  |                  |
| Año                | Lugar                      | Medalla          | Categoría        |
| 1986               | Budapest (Hungría)         | Medalla de plata | 74 kg            |
| 1987               | Clermont-Ferrand (Francia) | Medalla de oro   | 74 kg            |
| Campeonato Europeo |                            |                  |                  |
| Año                | Lugar                      | Medalla          | Categoría        |
| 1986               | El Pireo (Grecia)          | Medalla de oro   | 74 kg            |
| 1987               | Veliko Tarnovo (Bulgaria)  | Medalla de oro   | 74 kg            |
| 1988               | Mánchester (Reino Unido)   | Medalla de oro   | 74 kg            |